# Dracaena camerooniana
Dracaena camerooniana är en sparrisväxtart som beskrevs av John Gilbert Baker. Dracaena camerooniana ingår i släktet dracenor, och familjen sparrisväxter. Inga underarter finns listade i Catalogue of Life.